# Lutherische Kirche (Forlitz-Blaukirchen)

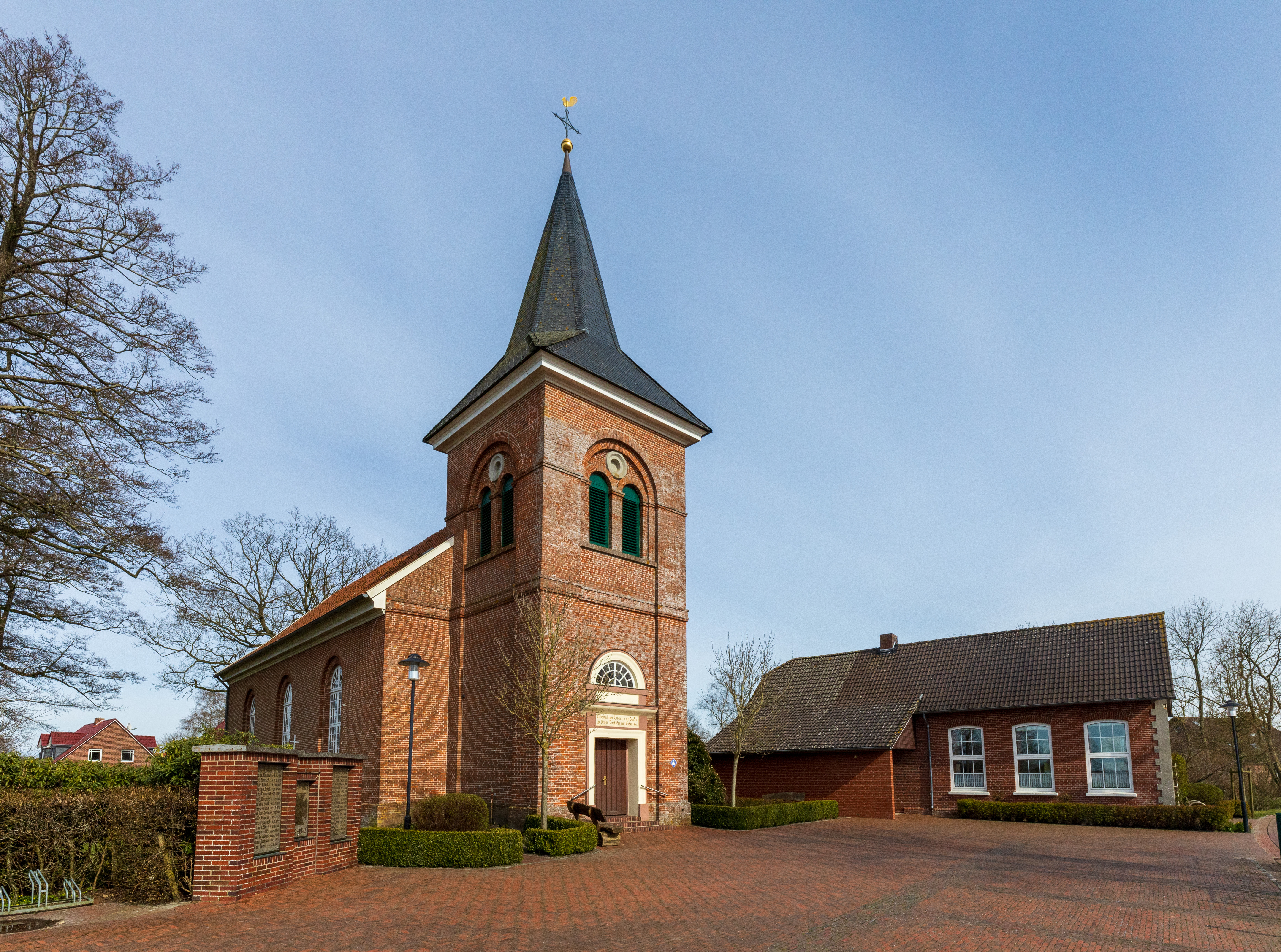
Kirche in Forlitz-Blaukirchen

Die Lutherische Kirche in Forlitz-Blaukirchen (Gemeinde Südbrookmerland, Landkreis Aurich) ist eine im Stil des Klassizismus erbaute Kirche aus dem Jahr 1848.

## Geschichte
Die heutige Kirche ist der Nachfolgebau zweier Dorfkirchen, deren Ursprünge im Mittelalter liegen. Damals hatten sowohl Forlitz als auch das benachbarte Süd-Wolda (das spätere Blaukirchen) ein eigenes Gotteshaus. Nach den schweren Zerstörungen der Weihnachtsflut 1717 bestellten die Kirchspiele ab 1719 einen gemeinsamen Pastor. Dieser predigte anschließend an Sonn- und Feiertagen abwechselnd in Forlitz und in Blaukirchen. Kirchen- und Armenvermögen blieben zunächst getrennt. In jedem Dorf unterrichtete ein eigener Schulmeister.
Baulich waren beide Gebäude in einem schlechten Zustand und wurden bei der Februarflut 1825 erneut in Mitleidenschaft gezogen. Das Kirchspiel Forlitz sah sich deshalb und durch hohe Beitragslasten der Niederemsischen Deichacht veranlasst, einen Antrag auf Umpfarrung in das benachbarte Kirchspiel Blaukirchen zu stellen. Die Verhandlungen darüber zogen sich lange hin, so dass die Vereinigung zu einem Kirchspiel erst im Jahre 1844 vollzogen werden konnte. In dieser Zeit begannen auch die Planungen für einen Ersatz der schon damals baufälligen Kirchen an einem anderen Ort.

### Die ehemalige Kirche Blaukirchen

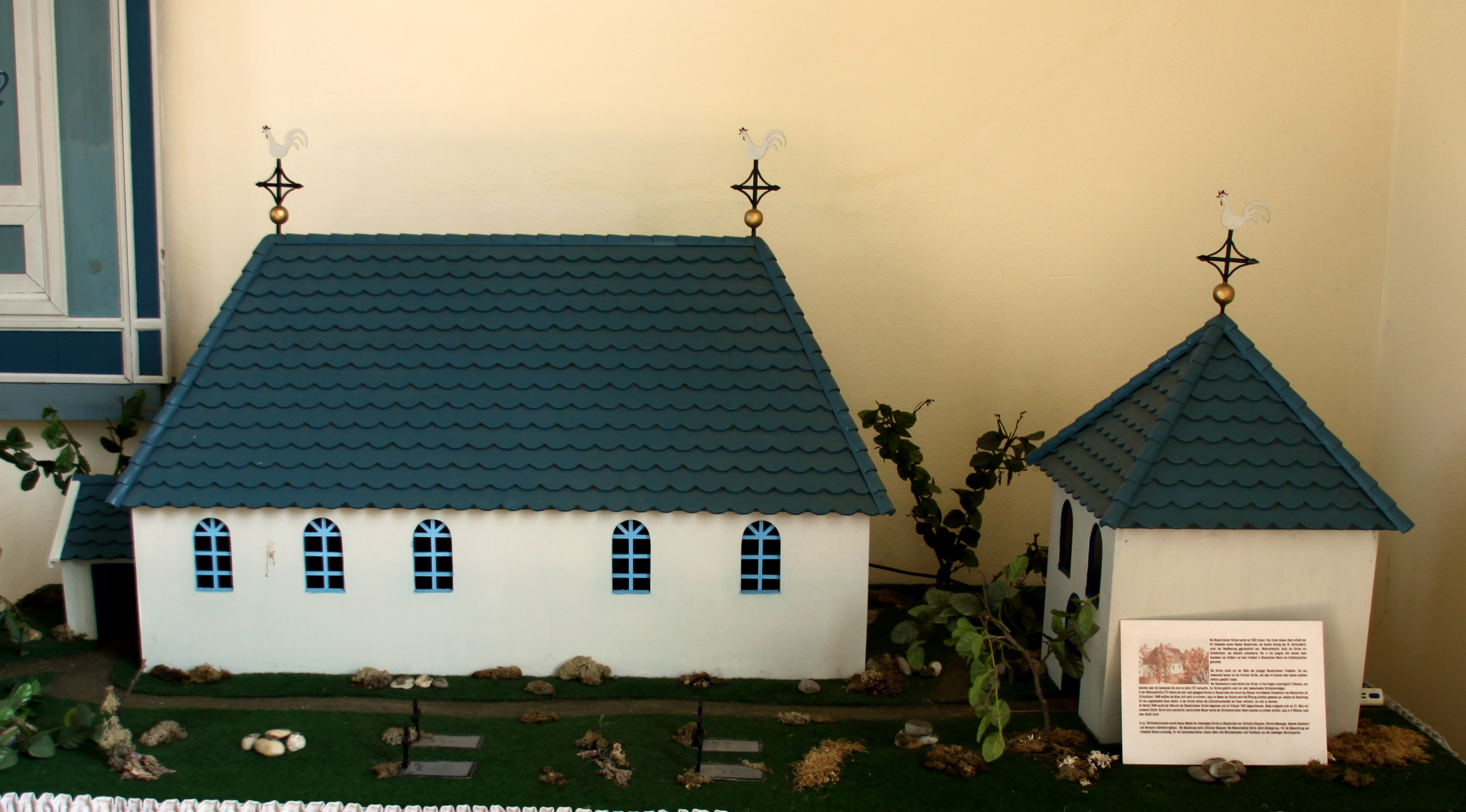
Modell der Blaukirchener Kirche

Die Kirche von Südwolde (mindestens seit dem frühen 18. Jahrhundert nach dem bläulich schimmernden Schieferdach der Kirche Blaukirchen genannt) stand früher dicht auf der Höhe des heutigen Blaukirchener Friedhofs am Ostufer des Großen Meeres. Sie wurde vor 1633 erbaut und hatte eine Länge von 11 Metern sowie eine Breite von 5,5 Metern.  Sie war wahrscheinlich mit einem Schieferdach gedeckt, das bläulich schimmerte und dem Ort Südwolde seinen späteren Namen gab. Der Bau soll prächtiger ausgestaltet gewesen sein als die Kirche in Forlitz. Der Glockenturm stand westlich der Kirche und beherbergte zwei Glocken, von denen eine nach der Weihnachtsflut 1717 verkauft werden musste. Während der Sturmflut diente die sehr hoch gelegene Kirche in Blaukirchen den durch das Wasser vertriebenen Einwohnern als Zufluchtsort. Nach der Februarflut 1825 war die Kirche so beschädigt, dass ein Abbruch beschlossen wurde. Dieser begann im Herbst 1846 und wurde im Frühjahr 1847 abgeschlossen. Bis in die jüngste Zeit werden beim Ausheben von Gräbern auf dem Friedhof in Blaukirchen Reste von Schieferplatten gefunden.

### Die ehemalige Kirche Forlitz
Der älteste Kirchbau von Forlitz wird im Bereich der Nordostecke des heutigen Friedhofes vermutet. Dort wurden beim Ausheben eines Grabes zwei größere Findlinge und ein auf der Schauseite liegender halber Sarkophagdeckel aus Bentheimer Sandstein, der mit einem geschäfteten Keulenkreuz verziert ist, entdeckt. Er wird in die zweite Hälfte des 12. Jahrhunderts datiert und deutet auf die Bestattung einer hochrangigen Persönlichkeit. Der Sarkophagdeckel wurde möglicherweise beim Bau der Fundamente für das Gotteshaus einer neuen Verwendung zugeführt und deutet damit indirekt auf einen Vorgängerbau. Gefunden wurden zudem mehrere großformatige Backsteine, die auf das mittelalterliche kirchliche Bauwerk deuten. Dieses musste 1684 durch einen Neubau ersetzt werden, der bei der Weihnachtsflut 1717 und der Februarflut 1825 ebenfalls so stark beschädigt wurde, dass er 1845 wegen Baufälligkeit abgebrochen werden musste.

### Die heutige Kirche in Forlitz

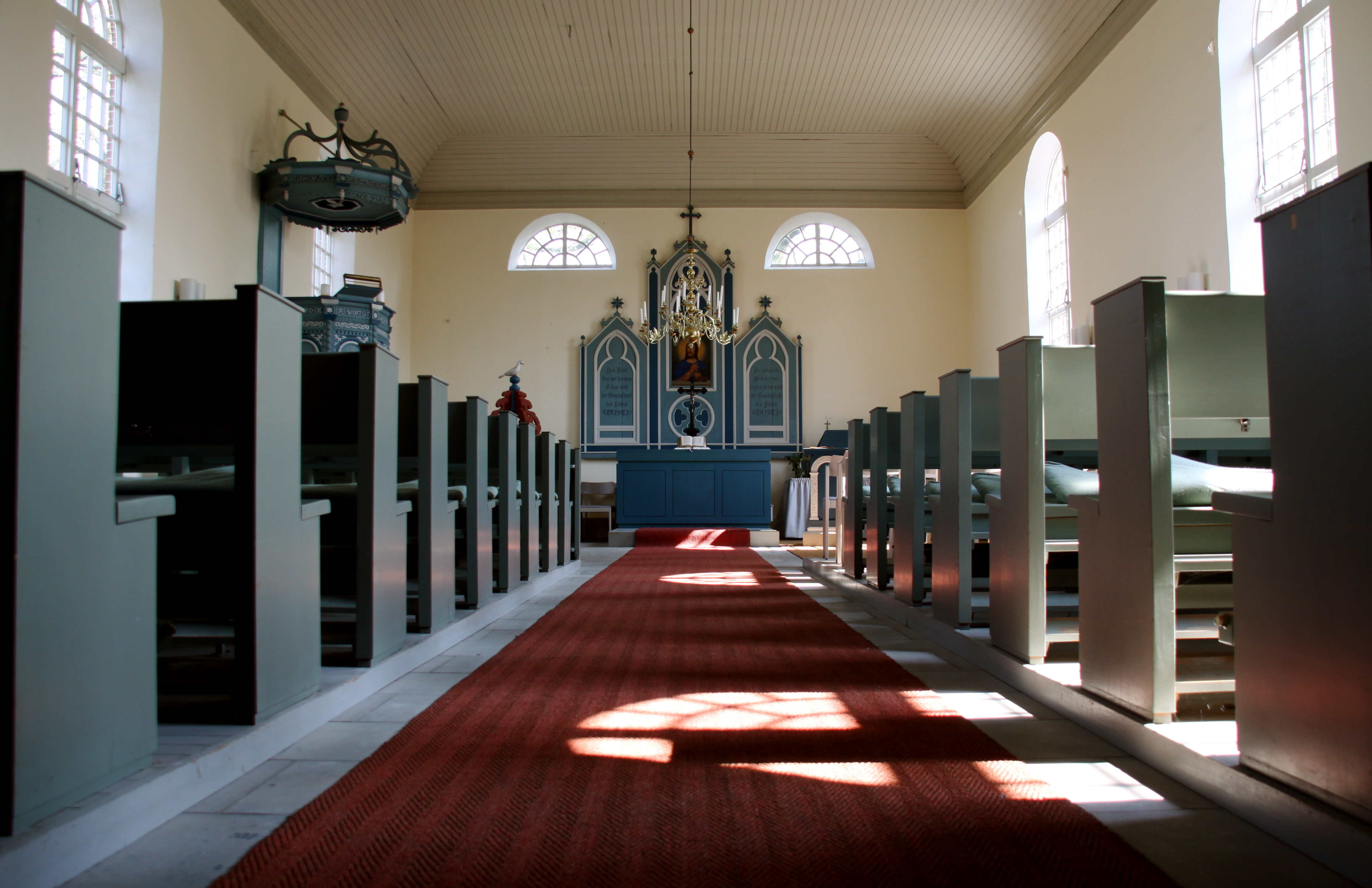
Kirchenschiff in Forlitz

1847 begann man mit dem Bau der neuen Kirche in Forlitz. Dabei wurden Baumaterialien der beiden abgebrochenen alten Kirchen und Kirchtürme wiederverwendet. Rund ein Jahr nach Baubeginn wurde die Kirche 1848 geweiht. Sie ist ein einfacher Backstein-Bau im Stil des Klassizismus. Gestühl, Orgel, Altar und Kanzel sind zartblau und weiß gestrichen. Der Innenraum ist in Holzfarben gehalten und nach oben mit einer schlichten Voutendecke abgeschlossen.
Die Gemeinde blieb auch nach der Zusammenlegung der beiden Kirchspiele klein. 1926 verließ der letzte Pastor die Gemeinde. Anschließend blieb die Stelle bis 1970 vakant. In dieser Zeit wurde die Gemeinde durch Vertretungen betreut, die seit 1948 vom Wiegboldsburer Pfarrer übernommen wurde. Im Jahre 1970 schufen beide Gemeinden unter dem Druck einer drohenden Vereinigung mit dem Kirchspiel Victorbur eine gemeinsame Pfarrstelle mit Sitz in Wiegboldsbur, die seit dem Jahr 2002 nur noch mit einer halben Planstelle besetzt ist. Beide Gemeinden sind nach wie vor rechtlich selbstständig. Die Kirchengemeinde Forlitz-Blaukirchen war mit 170 Gemeindegliedern die kleinste Gemeinde im Kirchenkreis Aurich. Seit 1. Januar 2023 ist sie Teil der „Ev.-luth. Gesamtkirchengemeinde Engerhafe / Forlitz-Blaukirchen / Wiegboldsbur“.

## Ausstattung

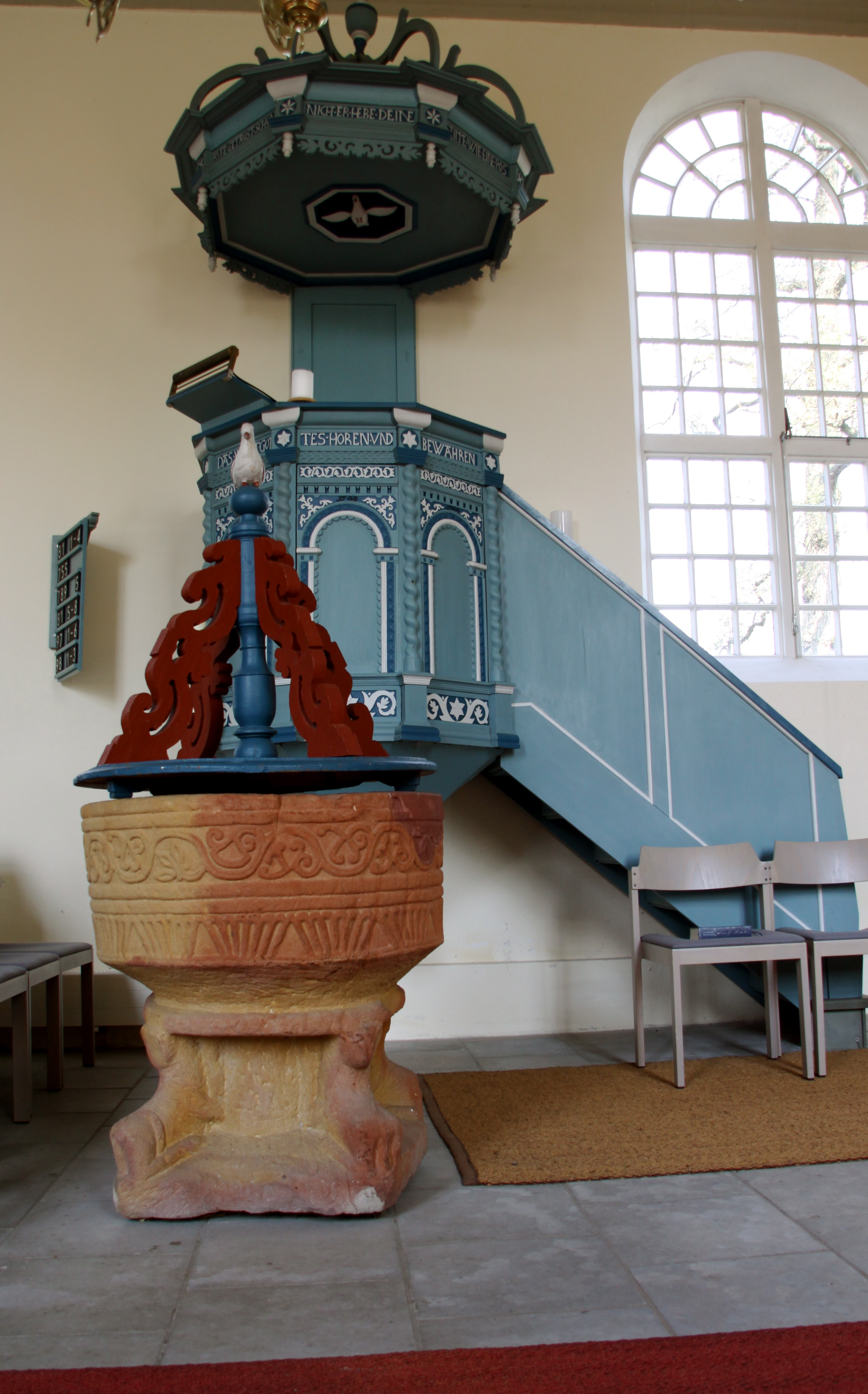
Kanzel und Taufbecken

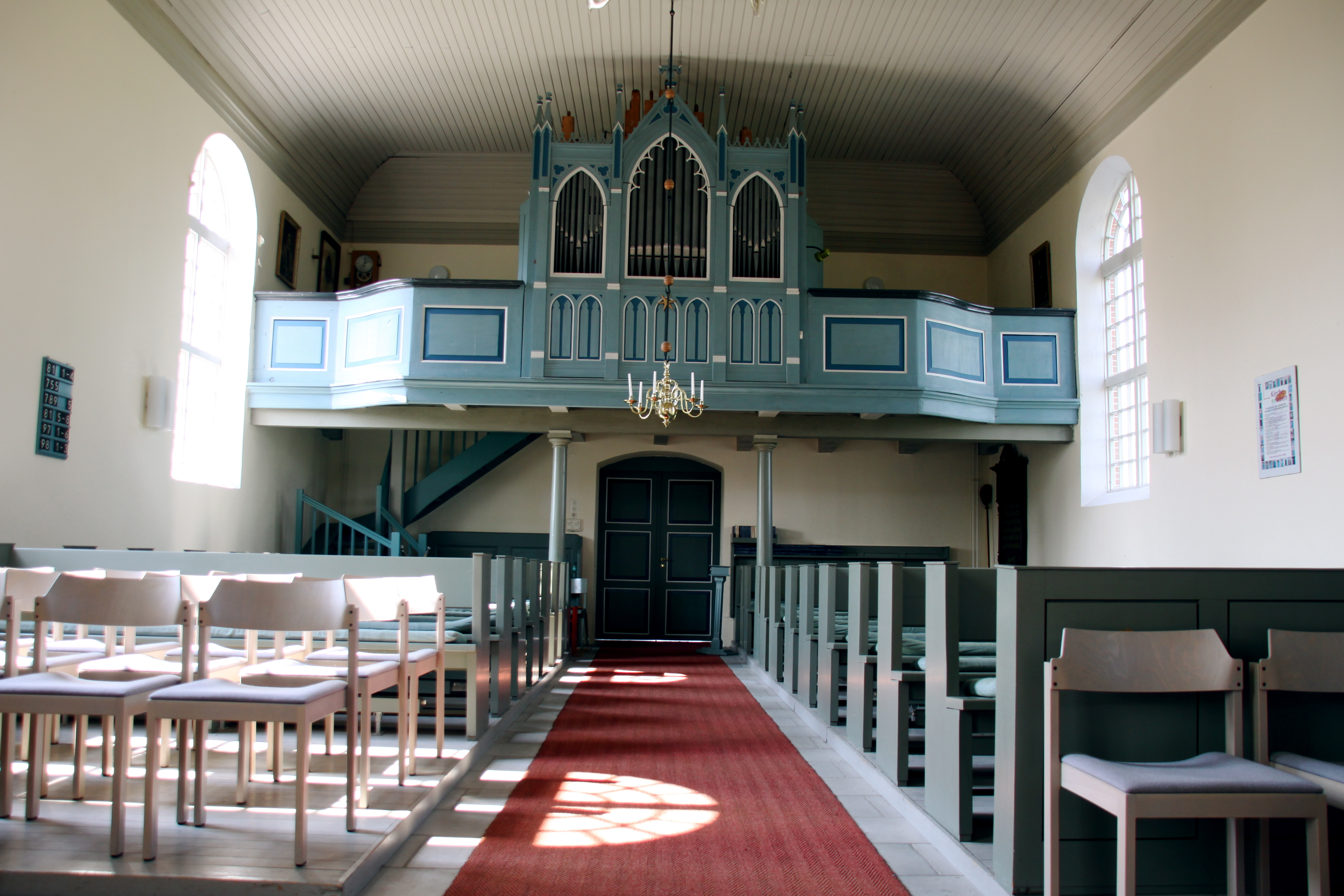
Die Orgel

Ältestes Ausstattungsstück ist ein romanischer Taufstein des Bentheimer Typs, der Hinweise auf das Mindestalter der Vorgängerkirche liefert. Er stammt aus der ersten Hälfte des 13. Jahrhunderts. Ein Fragment eines Steinsarkophags stammt möglicherweise aus dem 12. Jahrhundert. Zu den historischen Ausstattungsstücken zählen ferner die Kanzel (1744) und ein Messingkronleuchter (1733).
Die Orgel hingegen wurde erst nach dem Bau der klassizistischen Kirche eingebaut; sie stammt aus dem Jahr 1869. Die Gebr. Rohlfs erbauten sie mit sechs Registern auf einem Manual und angehängtem Pedal. 1979/82 erfolgte eine Restaurierung der Orgel, die noch fast vollständig erhalten ist, durch Martin Haspelmath.
Im Turm hängen zwei Kirchenglocken aus Bronze:
- Glocke 1 wurde 1883 in der Glockengießerei Otto, Bremen-Hemelingen gegossen. Ihr Schlagton ist f′.
- Glocke 2 mit dem Schlagton as′ wurde 1986 von der Karlsruher Glocken- und Kunstgießerei gegossen. Sie ersetzt eine ebenfalls 1893 gegossene, größere Otto-Glocke, die 1917 zu Kriegszwecken abgegeben werden musste.